# Erich Kuphal
Andreas Erich Kuphal (* 1. Juli 1895 in Haldensleben; † 5. Januar 1965 in Köln) war ein deutscher Archivar und Historiker.

## Werdegang
Erich Kuphal studierte ab 1914 trotz Ausbruch des Ersten Weltkriegs Geschichte an den Universitäten in Halle, München und Leipzig. 1920 promovierte er in Halle mit einer Arbeit über den Ritter Ludwig von Eyb den Jüngeren. 1921 begann er seine Laufbahn als Archivvolontär am Geheimen Staatsarchiv in Berlin und legte 1923 die Prüfung für den Höheren Archivdienst ab.
1924 wechselte Kuphal nach Köln. Dort wurde er nach achtjähriger Tätigkeit als Archivar im Jahr 1932 zum Direktor des Historischen Archivs der Stadt Köln ernannt.

### Sicherung des Archivgutes

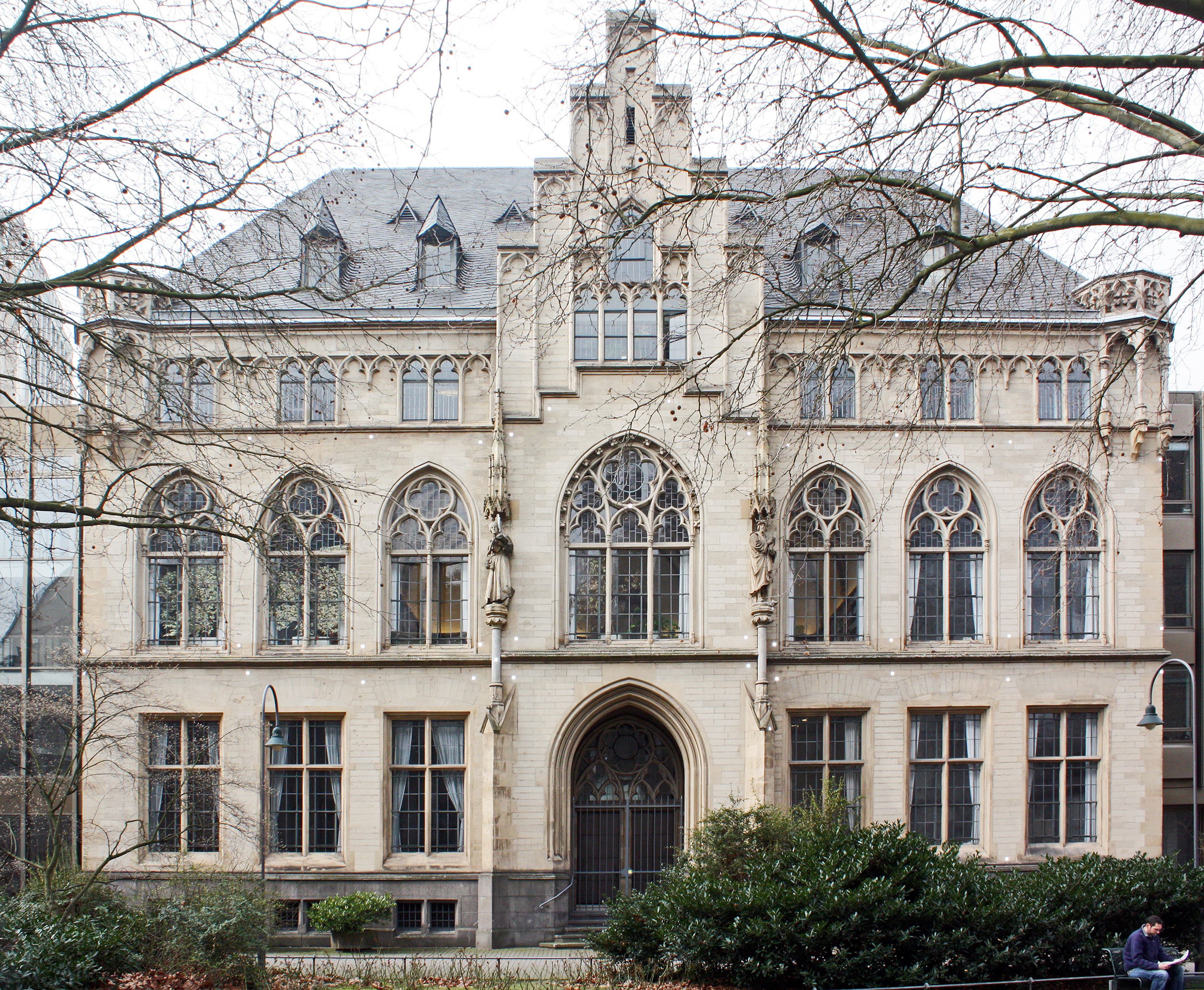
Köln, Stadtarchiv um 1897, später Privatbibliothek und ab 2014 Teil eines Hotels

Schon ab September 1939, unmittelbar nach Beginn des Zweiten Weltkrieges, plante Erich Kuphal, gemeinsam mit seinem Mitarbeiter Arnold Güttsches, vorsorglich die Bestände des Kölner Archivs auszulagern. Sie wurden rechtzeitig und dezentral in abgelegene Orte des Bergischen, Wildenburger- und Siegerlandes, sowie in die Gewölbe der Festung Ehrenbreitstein verbracht. Dies führte zur Rettung des Archivgutes.
Von den Großstädten Deutschlands erlebten einige besonders intensive Luftangriffe. So hatte die Kölner Innenstadt bis zum Frühjahr 1945 einen Zerstörungsgrad von annähernd neunzig Prozent aufzuweisen. Auch das Archivgebäude der Stadt am Gereonskloster erlitt Bombenschäden, die dank der rechtzeitigen Auslagerung der Bestände aber nur das Gebäude betrafen.

### Würdigung
In seinen Kölner Jahren von 1927 bis 1953 übernahm Kuphal die Schriftleitung für die Jahrbücher des Kölnischen Geschichtsvereins. Die Veröffentlichung des Kölnischen Geschichtsvereins Nr. 25 ehrte Stadtarchivar Erich Kuphal zur Vollendung seines 65. Lebensjahres am 1. Juli 1960 mit einer Festschrift unter dem Leitsatz Im Schatten von St. Gereon.
In die Amtszeit Kuphals fiel auch die Ära des Nationalsozialismus. In der Mitte der 1930er-Jahre sollen die regulären Ordnungs- und Erschließungsarbeiten im Archiv zum Erliegen gekommen sein, und im Jahr 1935 erschien für lange Zeit der letzte Band der Mitteilungen aus dem Stadtarchiv von Köln. In den folgenden Jahren soll sich, kritischen Stimmen zufolge, die Archivleitung sehr willfährig gegenüber den Wünschen der Politik gezeigt haben. Allzu bereitwillig sollen sich die Archivare in den Dienst der Sippen- und Familienforschung gestellt haben, so dass das herkömmliche Arbeitsfeld der Archivarbeit vorrangig mit genealogischer Recherche befasst war, um so dem stetig anschwellenden Strom der Anfragenden Mitteilungen über ihre Familie zum Zwecke der Ariernachweise zu beschaffen.
Als Kuphals größtes Verdienst ist dagegen die Sicherung der Archivbestände während des Zweiten Weltkrieges anzusehen. Ein weiteres Verdienst Kuphals war, in Zusammenarbeit mit Hermann Pünder, dem Oberbürgermeister der Stadt Köln, zu erreichen, dass wichtige, in auswärtige Archive gelangte Bestände, nach Köln zurückkehrten. Es waren die Stadtkölnischen Bestände des gesamten Stifts- und Klosterarchivgutes, die im Hauptstaatsarchiv in Düsseldorf lagen und nach zähen Verhandlungen 1949 wieder nach Köln zurückgeführt werden konnten.
Erich Kuphal war bis zum Jahr 1960 für das städtische Archiv der Stadt tätig und trat nach Erreichen seines 65. Lebensjahres in den Ruhestand. Er wurde mit dem Bundesverdienstkreuz ausgezeichnet. Den Bezug des neuen Archivhauses an der Kölner Severinstraße im Jahr 1971 erlebte er nicht mehr. 
Kuphal war seit 1938 mit Herta Franziska Wilhelmine Niewel verheiratet. Er verstarb im Alter von 69 Jahren in seinem Haus in Köln-Neuehrenfeld.

## Schriften (Auswahl)
als Autor
- Schrift- und Aktenwesen der städtischen Verwaltung im Spätmittelalter. Köln – Nürnberg – Lübeck. Beitrag zur vergleichenden Städteforschung und zur spätmittelalterlichen Aktenkunde (= Mitteilungen aus dem Stadtarchiv von Köln. Heft 45). Verlag von Paul Neubner, Köln 1959.
- Ludwig von Eyb der Jüngere. (1450–1521). In: Archiv für Geschichte und Altertumskunde von Oberfranken, Bd. 30 (1927), Heft 1, S. 6–51, ISSN 0066-6335 (zugl. Dissertation, Universität Halle).

als Herausgeber
- Der Dom zu Köln. Festschrift zur Feier der 50. Wiederkehr des Tages seiner Vollendung am 15. Oktober 1880. Kölnischer Geschichtsverein, Köln 1930.